# Euptychoides albofasciata
Euptychoides albofasciata is een vlinder uit de onderfamilie Satyrinae van de familie Nymphalidae. De wetenschappelijke naam van de soort is voor het eerst geldig gepubliceerd in 1869 door William Chapman Hewitson.